# Association Henri Capitant des amis de la culture juridique française
L'Association Henri Capitant des amis de la culture juridique française est une association française reconnue d'utilité publique en France, par décret du Gouvernement en Conseil d’État en date du 12 juillet 1939.
Les statuts de l'association définissent deux buts principaux : établir des relations personnelles régulières entre les juristes attachés à la culture juridique continentale, quelle que soit leur nationalité et d'organiser des congrès périodiques, nationaux et internationaux, consacrés à l'étude des questions de droit propres à mettre en relief la valeur de ces cultures.
L'association est un acteur privilégié de l'actuelle refonte du Code civil français. Elle est à l'origine du projet de Code européen des affaires.Plus généralement, elle conseille les législateurs français, européens ou étrangers qui souhaitent bénéficier de son expertise en matière de travaux législatifs.
L'association publie régulièrement aux Presses universitaires de France un ouvrage de référence, le Vocabulaire juridique, refonte d'un ouvrage éponyme publié par le professeur Henri Capitant en 1936, et dirigé un temps par Gérard Cornu. La première édition de ce dictionnaire a été couronnée par l'Académie des sciences morales et politiques et par l'Académie française.
Le réseau de l'Association est constitué de groupes dans cinquante pays de tradition continentale.

## Section québécoise
Il existe une section québécoise de l'Association Henri-Capitant, sise à la Faculté de droit de l'Université de Montréal Elle regroupe regroupe plus de 200 membres actifs (professeurs de droit, juges, avocats, notaires, fonctionnaires). Elle a fourni à plus d'une centaine de juristes québécois l'occasion de présenter aux différents congrès Capitant.